# Tony Figueira (cầu thủ bóng đá)
José Antonio Pestana Figueira, hay Tony Figueira (sinh ngày 1 tháng 8 năm 1981) là một cầu thủ bóng đá người Bồ Đào Nha gốc Venezuela thi đấu cho Camacha.

## Sự nghiệp câu lạc bộ
Anh ra mắt chuyên nghiệp tại Giải bóng đá vô địch quốc gia Bồ Đào Nha cho Marítimo vào ngày 27 tháng 5 năm 2001, anh vào sân từ phút thứ 75 thay cho Musa Shannon thất bại 0–1 trước Sporting.